# Associazione Sportiva Reggina 1914
Ne pas confondre avec l'AC Reggiana 1919, un autre club de football.
Maillots
L'Associazione Sportiva Reggina 1914, abrégé en AS Reggina 1914 est un club de football italien basé à Reggio de Calabre.

## Repères historiques
Le club est fondé en juin 1914 par Piero Carvelli sous le nom de « Unione Sportiva Reggio Calabria ». Le club est rebaptisé « AS Reggina » en 1928 puis interrompt ses activités entre 1935 et 1937. Le club reprend ses activités en 1937 sous le nom de « SS La Dominante ». Le club interrompt à nouveau ses activités entre 1940 et 1943. À cette date, le club reprend le nom d'« AS Reggina ». Le club est rebaptisé « Reggina Calcio » en 1986.
À partir du 18 juillet 2016, le nom du club est Urbs Sportiva Reggina 1914.
Le président Luca Gallo, originaire de la province de Calabre, a pour ambition de faire revenir la Reggina parmi l'élite du football italien. Depuis son arrivée au club, lors de la saison 2018-2019, il a réalisé d'importants investissements. Cette année est marquée par l'arrivée de joueurs ayant évolué au plus haut niveau, comme l'Argentin German Denis.

## Historique des noms
- 1914-1928 : Reggio Football Club
- 1928-1934 : Unione Sportiva Reggina
- 1934-1937 : Associazione Sportiva Reggina
- 1937-1944 : Società Sportiva La Dominante
- 1944-1986 : Associazione Sportiva Reggina
- 1986-2015 : Reggina Calcio
- 2015-2016 : Società Sportiva Dilettantistica Reggio Calabria
- 2016-2019 : Urbs Reggina 1914
- 2019-2023 : Reggina 1914
- 2023-2024 : La Fenice Amaranto ASD
- 2024- : Associazione Sportiva Reggina 1914

## Palmarès
- Championnat de Serie C1 (troisième division) : 
  - Champion : 1965, 1995 et 2019

- Championnat de Serie C2 (quatrième division) : 
  - Champion : 1984

## Records
- Joueur le plus capé : Alberto Gatto (it) (361 matches)
- Meilleur buteur : Erminio Bercarich (it) (75 buts)
- Meilleur buteur en Serie A : Nicola Amoruso (40 buts)

## Anciens joueurs
- Nicola Amoruso
- Davide Baiocco
- Roberto Baronio
- Édgar Barreto
- Rolando Bianchi
- Davide Biondini
- Erjon Bogdani
- Emiliano Bonazzoli
- Marco Borriello
- Benito Carbone
- Marco Caneira
- Luca Castellazzi
- Fabio Ceravolo
- Bruno Cirillo
- Gianluca Comotto
- Bernardo Corradi
- Pasquale Foggia
- Ivan Franceschini
- Emil Hallfreðsson
- Martin Jiránek
- Mohamed Kallon
- Julio César de León
- Stephen Makinwa
- Giandomenico Mesto
- Jérémy Ménez
- Simone Missiroli
- Mozart
- Shunsuke Nakamura
- Carlos Humberto Paredes
- Manuel Pasqual
- Ivan Pelizzoli
- Simone Perrotta
- Andrea Pirlo
- Davide Possanzini
- Massimo Taibi
- Giacomo Tedesco
- Giovanni Tedesco
- Stefano Torrisi
- Ricardo Verón
- Sergio Volpi
- Cristiano Zanetti